# جود! أفتر نون
جود ! أفتر نون (باليابانية : good! アフタヌーン تنطق باليابانية : جودو أفتانونو، منمنمة : good! Afternoon وgood! AFTERNOON) هي عبارة عن مجلة سينين يابانية التابعة لعملاق النشر اليابانية كودانشا. تم نشرها في البداية كمجلة تنشر كل شهرين، وتحولت إلى جدول نشر شهري بدأ من الإصدار الخامس والعشرين الذي كان في أواخر عام 2012. يحتوي كل إصدار عادة على حوالي خمسة وعشرين قصة لفنانين مختلفين ويبلغ عدد صفحات العدد حوالي 800 صفحة. إنها مجلة شقيقة لمختارات المانجا الشهرية الناجحة لكودانشا بعد الظهر، وقد تم إطلاقها لأول مرة في 7 نوفمبر 2008. و يباع كل عدد مقابل 680 ينا. تم تداول 27000 نسخة في الفترة من 1 أكتوبر 2018 إلى 30 سبتمبر 2019.